# Ер Молдова
Ер Молдова (енгл. Air Moldova) је национална авио-компанија Молдавије, са седиштем у Кишињеву, која обавља редовне летове до дестинација у Европи. Главна база авио-компаније се налази на аеродрому Кишињев.

## Историја
Национална авио-компанија Молдавије, Ер Молдова, је основана 12. јануара 1993. године, са авионима Аерофлота који су били базирани на Аеродрому Кишињев након распада СССР-а.
У 2001. години започела је набавка авиона производених у западним земљама. Први такав је био авион типа Ембрајаер 145, који је заменио руске авионе у флоти.
У 2003. години је промењена ливреја, а 13. јула 2004. године Ер Молдова је постала члан ИАТА.
15. децембра 2004. године је основан клуб лојалних путника - Air Moldova Club.
Ер Молдова је током 2007. године остварила раст у броју путника од 20%. Од 689.000 путника коју дошли у Молдавију авионом, 316.000 су летели са Ер Молдовом.
Од 1. јануара 2008. године, Ер Молдова је почела да послује по моделу нискотарифних авио-компанија. Први нискотарифни лет био је ка аеродрому Домодедово у Москви, а карте су се продавале по цени од 39 евра без такси у једном правцу. На такав начин Ер Молдова жели да привуче што више путника, који би користили јефтинији авио-превоз.
Власник авио-компаније је Влада Републике Молдавије и запошљава 598 радника.

## Флота
| Тип                      | Тотал | Седишта | Напомене |
| ------------------------ | ----- | ------- | -------- |
| Емраер ЕМБ 120 Бразилија | 1     | 30      |          |
| Ербас А320-200           | 2     | 173     |          |